# مرجانی کوهسری
مرجانی کوهسری (نام علمی: arenaria balansae) نام یک گونه از سردهٔ مرجانی است. سردهٔ مرجانی یا آرناریا در ایران ۱۸ گونهٔ گیاه علفی یکساله و چند ساله غالباً بوته‌ای دارد که در ارتفاعات می‌رویند. مرجانی کوهسری یکی از ۱۸ گونهٔ موجود در ایران است.